# جانيت كارتر
جانيت كارتر (بالإنجليزية: Janette Carter)‏ هي مغنية وكاتبة غنائية أمريكية، ولدت في 2 يوليو 1923 في Maces Spring, Virginia ‏ في الولايات المتحدة، وتوفيت في 22 يناير 2006 في كينغسبورت في الولايات المتحدة.

## وصلات خارجية
- جانيت كارتر على موقع ميوزك برينز (الإنجليزية)
- جانيت كارتر على موقع ديسكوغز (الإنجليزية)